# غرباء (فلم)
غرباء، فيلم درامي مصري من إنتاج سنة 1973 وقد تم عرضه يوم 3 إبريل من نفس العام ومدة عرضه 118 دقيقة. العمل تأليف وإخراج سعد عرفة وبطولة سعاد حسني وشكري سرحان وعزت العلايلي وحسين فهمي وعماد حمدي وآخرين.

## القصة
“نادية” فتاة في مقتبل العمر تعمل نادلة في أحد الفنادق وتتعرف على الحياة  عبر شخصيات تتعامل معه، منها المتحرر شديد العصرية، والمتشدد دينياً، لتقع في حيرة البحث عن الذات وسط التناقضات التي يعيشها المجتمع. حيث يناقش الفيلم قضية دينية من خلال عرضه لقصة فتاة يوجد في حياتها 3 رجال، أخوها، وحبيبها، وأستاذها، فأخوها شاب متدين متعصب لكنه يدخل في علاقة غير شرعية مع جارته، أما أستاذها له آراء علمانية، وتقع «نادية» ضحية ما بين الدينية والعلمانية. ويتعرض الفيلم لقضايا دينية هامة من خلال عرض شخصية الأستاذ العلماني المؤمن بالحياة الغربية والرافض للحياة الشرقية، في حين تتنافى أرائه مع الشخص المتزمت دينيا، ويأتي مشهد النهاية مؤثرا حين ينتحر العلماني بينما تكون صدى كلماته لـ«نادية» في الخلفية مطالبا إياها بالبحث عن الحقيقة.

## المنع من العرض
رغم مناقشة الفيلم الذي اتخد طابعاً فلسفياً لعدة ظواهر، من أهمها التشدد الديني الذي بدأ في الظهور مع بداية سبعينيات القرن الماضي، إلا أنه أثار ضجه كبيرة انتهت إلى منع عرضه للجمهور، لما يمكن أن يتسبب فيه من تشتت فكري. مُنع الفيلم من العرض في مصر تحت مبرر أن الفيلم يحمل الكثير من الأفكار الفلسفية التي قد لا يفهمها قطاع عريض من الجمهور، ويكون من السهل أن يقعوا وقتها فريسة لأفكار لا يستطيعون التعاطي معها عن وعي وفهم. ووصف الفيلم حينها من قبل مثقفون وحكوميون بأنه «يدور في نطاق فلسفي قد يؤدي إلى إلحاد بعض من ليس لديهم إيمان قوي بالله»، خاصة أن الفيلم احتوى على عدد كبير من الجمل الحوارية الهامة والجريئة التي تتحدث في صلب الدين والإيمان». ، حيث كان الصراع الدينى على أشده في تلك الفترة من تاريخ مصر، خاصة بين الإسلاميين والاشتراكيين والليبراليين.

## طاقم العمل
إخراج وتأليف: سعد عرفة
تمثيل:
- سعاد حسني  (في دور نادية)
- شكري سرحان
- عزت العلايلي
- حسين فهمي
- عماد حمدي
- عزيزة راشد
- محمد السبع
- ناهد سمير
- حسن السبكي
- محمد عبد الحميد
- مختار السيد